# 알리쿨 오스모노프

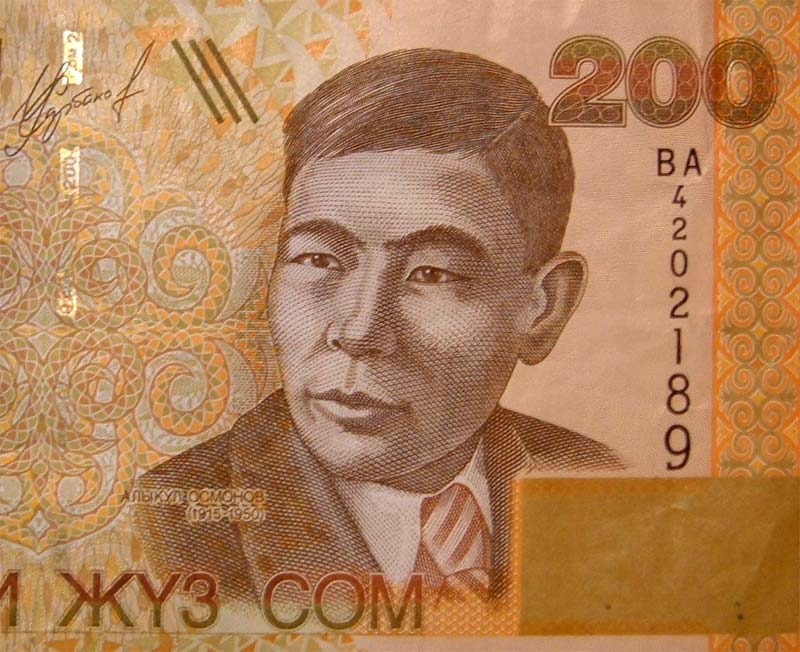
키르기스스탄 200 솜 지폐에 그려진 알리쿨 오스모노프의 초상화

알리쿨 오스모노프(키르기스어: Алыкул Осмонов, 1915년 3월 21일 ~ 1950년 12월 12일)는 키르기스스탄의 시인, 작가, 번역가이다.

## 생애
비슈케크에서 서쪽으로 약 75km 정도 떨어진 추이주 캅탈아리크에서 태어났다. 어린 시절에는 고아가 되면서 비슈케크, 토크마크에 위치한 고아원에서 성장했다. 1929년에는 비슈케크에 위치한 학교에 입학했지만 고아원 시절에 앓았던 결핵으로 인해 중퇴하게 된다. 
소련 시대에 발행된 키르기스스탄의 여러 신문에서 기자로 활동했으며 1930년에는 자신의 첫 시 작품을 발표했다. 1935년에는 자신의 첫 시집인 《새벽의 시》를 출간했고 1938년에는 소련 작가 동맹에 가입했다. 1939년부터 1940년까지 키르기스스탄 국립 작가 동맹의 사무총장을 역임했다. 1945년에는 낭만적인 첫사랑, 결혼 생활, 부모와 딸의 비극적인 죽음 등을 소재로 한 시를 모은 시집인 《마하바트》(사랑)를 출간했다. 그의 문학 작품은 내면의 감정, 일상 생활, 민족주의에 중점을 둔 세속적인 주제에 중점을 두고 있으며 전통적인 시 양식을 구어체로 변형시킨 것이 특징이다.
윌리엄 셰익스피어, 페퇴피 샨도르, 알렉산드르 푸시킨을 비롯한 유럽의 작가들의 문학 작품을 키르기스어로 번역했고 말년에는 희곡 작품을 발표하기도 했다. 1950년에 비슈케크에서 폐렴으로 사망했다. 1950년에는 소련 정부로부터 스탈린상을 받았고 1967년에는 레닌상을 추서받았다. 키르기스스탄의 200 솜 지폐에는 그의 초상화가 그려져 있고 비슈케크에 위치한 키르기스스탄 국립도서관에는 그의 동상이 건립되어 있다.